# Hoya wongii
Hoya wongii är en oleanderväxtart som beskrevs av Rodda, Simonsson och L.Wanntorp. Hoya wongii ingår i släktet Hoya och familjen oleanderväxter. Inga underarter finns listade i Catalogue of Life.